# Gabriele Reuter
Gabriele Reuter (Alessandria d'Egitto, 8 febbraio 1859 – Weimar, 16 novembre 1941) è stata una scrittrice tedesca.

## Biografia
Nata in Egitto, figlia di un mercante di prodotti tessili, studiò a Wolfenbüttel e Neuhaldensleben. Dopo aver trascorso alcuni anni a Weimar e Monaco di Baviera, dove si avvicinò al movimento per i diritti delle donne, nel 1899 si stabilì a Berlino. Si impose come scrittrice presso critica e pubblico nel 1895 con il romanzo autobiografico Aus guter Familie ("Di buona famiglia"), che aveva per tema la frustrazione per il ruolo sottomesso della donna nella società del tempo.
Fu autrice di 15 romanzi, l'ultimo dei quali pubblicato nel 1935. Nelle sue opere fu sempre centrale l'impegno civile, come la denuncia dello status degradante riservato dalla società a ragazze madri (nel romanzo Das Tränenhaus, "La casa delle lacrime") e malati di mente (nel romanzo Novelle Eines Toten Wiederkehr, "Il romanzo del ritorno dei morti"). Fu anche autrice di storie brevi, saggi e drammi teatrali.